# Le Jardin des Finzi-Contini
Le Jardin des Finzi-Contini (titre original : Il giardino dei Finzi-Contini) est un roman italien de Giorgio Bassani, paru en 1962 et qui a reçu le prix Viareggio la même année.

## Aperçu
Dans un bref prologue, le narrateur, Giorgio, Juif italien issu de la bourgeoisie de Ferrare, raconte sa visite en 1957 d’une nécropole étrusque le long de la via Aurelia. Ce lieu lui rappelle le mausolée de la famille Finzi-Contini au cimetière juif de Ferrare.
Le récit revient alors sur les années 1930 à Ferrare, à travers la chronique des relations entre des jeunes gens de la bourgeoisie juive de Ferrare dans les années 1930, à une époque où le régime fasciste, au pouvoir depuis 1924, évolue vers l'antisémitisme (notamment par la loi sur la race de 1938), à l'exemple de l'Allemagne nazie, puis entre dans la guerre au côté de celle-ci. 

## Interprétations
Ce roman est en partie autobiographique : Bassani est issu d'une famille de la bourgeoisie juive de Ferrare. 
À travers ce roman, il analyse l'aveuglement des Juifs italiens face à l'évolution antisémite du régime fasciste, qui au départ n'était pas marqué par cette idéologie (un certain nombre de Juifs italiens avaient même participé au mouvement fasciste dans les années 1920 et au début des années 1930. Noter aussi que l'armée italienne d'occupation en France n'appliquait pas les mesures antisémites de la zone allemande d'occupation). 
Certains critiques[Qui ?] ont aussi vu dans ce roman une critique de l'aveuglement des classes bourgeoises libérales européennes face à la montée des totalitarismes.

## Adaptation au cinéma
- 1970 : Le Jardin des Finzi-Contini, film italien de Vittorio De Sica, avec Dominique Sanda, Helmut Berger, Romolo Valli, Fabio Testi et Lino Capolicchio.

Ce film remporte l'Ours d'Or du Festival de Berlin en 1971 et l'Oscar du meilleur film étranger l'année suivante. En particulier, les interprétations de Fabio Testi et de Lino Capolicchio sont unanimement saluées par la critique à la sortie du film.